# گلف‌استریم ۵
گلف‌استریم ۵ (به انگلیسی: Gulfstream V) یک هواگرد ساختِ کارخانهٔ گلف‌استریم ایروسپیس در کشور ایالات متحده آمریکا است. نخستین استفاده‌کنندهٔ این هواگرد نیروی هوایی ایالات متحده آمریکا بود. این هواگرد برای نخستین بار در ۲۸ نوامبر ۱۹۹۵ میلادی مورد استفاده قرار گرفت.